# Segunda batalla del campo de gas de Shaer
La segunda batalla del campo de gas de Shaer fue un enfrentamiento entre el Gobierno sirio y el grupo terrorista Estado Islámico (Daesh) por el control del yacimiento gasífero de Shaer.

## Trasfondo
El 16 de julio de 2014, los terroristas takfiríes de Estado Islámico habían capturado el yacimiento. En respuesta, el ejército lanzó un contraataque y expulsó a los yihadistas de las instalaciones. Fue uno de los más feroces combates entre dicho grupo y el Ejército Árabe Sirio.

## Batalla
El 28 de octubre de 2014, tres meses después del primer asalto, Daesh volvió a atacar la refinería de Shaer, y lograron capturar grandes sectores. Sin embargo, para las 09:00 a. m. del 29 de octubre, el ejército recuperó algunos sectores de la misma, y al día siguiente tomaron el control de los Pozos 101 y 102.
En cambio, el OSDH reportó que los terroristas se habían hecho con el campo ese mismo día, forzando a los militares a retirarse. Al día siguiente, Estado Islámico capturó la Compañía de Gas de Hayyan. Al Masdar informó que habían intentado asediar la base T4, ataque que fue repelido por el ejército.
Asimismo, el medio también reportó que, para ese momento, habían perecido 36 combatientes leales y 100 terroristas. Daesh también se hizo con la colina de Zimlat Al Maher (Siriatel), obligando a los militares a retirarse a la base T4.
El 3 de noviembre, Estado Islámico tomó el yacimiento de Jahar, mientras que el ejército capturó la aldea de Kherbet Al Tayyas. Dos días después recuperaron Zimlat Al Maher y aseguraron los campos de Jahar y Al Moher, así como la compañía de Hayyan. Si bien Daesh retenía partes de la refinería, no tardaron en emprender la retirada debido a la artillería y los bombardeos aéreos. Según Al Masdar, el ejército tomo como prisioneros a 13 terroristas, 12 de ellos extranjeros (9 chechenos, 2 saudíes y 1 malayo).
El 6 de noviembre, el ejército terminó de asegurar el yacimiento de Shaer.

## Secuelas
Según fuentes militares, el 11 de noviembre, el ejército recapturó el Pozo 105, el último en manos de Estado Islámico, lo que oblicó a los terroristas a retirarse a la gobernación de Al Hasakah. Sin embargo, unos días después, Estado Islámico volvió a hacerse con el Pozo 107.
El 19 de noviembre, el segundo al mando en el grupo Soqor al-Sahraa y vicepresidente de la rama de inteligencia en el desierto, el coronel Mohsen Hussein, murió en la zona de Shaer durante una «misión de búsqueda y destrucción». El Ejército sirio también habría recapturado el Pozo 107, según Al Masdar.
El 21 de noviembre, el bando leal recuperó algunas posiciones en los alrededores de dicho pozo.
Se estimó que 21 soldados leales al Gobierno habían muerto en las 24 horas previas, debido a un nuevo ataque de los islamistas.
El 23 de noviembre, el OSDH informó que Estado Islámico estaba avanzando en el área de Shaer, posiblemente al norte de la colina de Siriatel. El 27 de noviembre de 2014, Estado Islámico asaltó dicha colina, sólo para ser repelido por un contraataque de las fuerzas especiales sirias en el que perecieron 30 terroristas.
El 1 de diciembre, una fuente militar aseguró que el ejército había recapturado el Pozo 105, matando a 77 terroristas y capturando a 32, sin sufrir bajas. Este era el último yacimiento que Estado Islámico había capturado a fines de octubre.